# Constanza Fernández-Nieto Fernández
Constanza Fernández-Nieto Fernández (Granada, 1943-Zaragoza, 2007) fue una geóloga, doctora, investigadora y profesora titular de Cristalografía y Mineralogía de la Universidad de Zaragoza.

## Biografía
En 1966 se licenció en Ciencias Geológicas en la Universidad de Granada. Recién licenciada, se trasladó a Zaragoza en donde en 1977 se doctoró con la tesis: Estudio mineralógico y geoquímico de los carbonatos de Ojos Negros (Teruel).
Durante casi cuarenta años compaginó su vertiente profesional con la personal: su marido y sus seis hijas e hijos. Falleció el 15 de mayo del año 2007.

### Trayectoria profesional
La Geología es, probablemente, una de las disciplinas científicas más olvidadas, no solo en cuanto a contenidos, sino también en cuanto a aportaciones llevadas a cabo por mujeres. Entre las científicas españolas dedicadas a la Geología destaca Constanza Fernádez-Nieto.
Desarrolló su actividad profesional en Zaragoza, como docente e investigadora, durante más 30 años. Fue la primera mujer que alcanzó la categoría de profesora titular de Cristalografía y Mineralogía en la sección de Geología de la Universidad de Zaragoza en 1979 y del Departamento de Ciencias de la Tierra desde 1984.

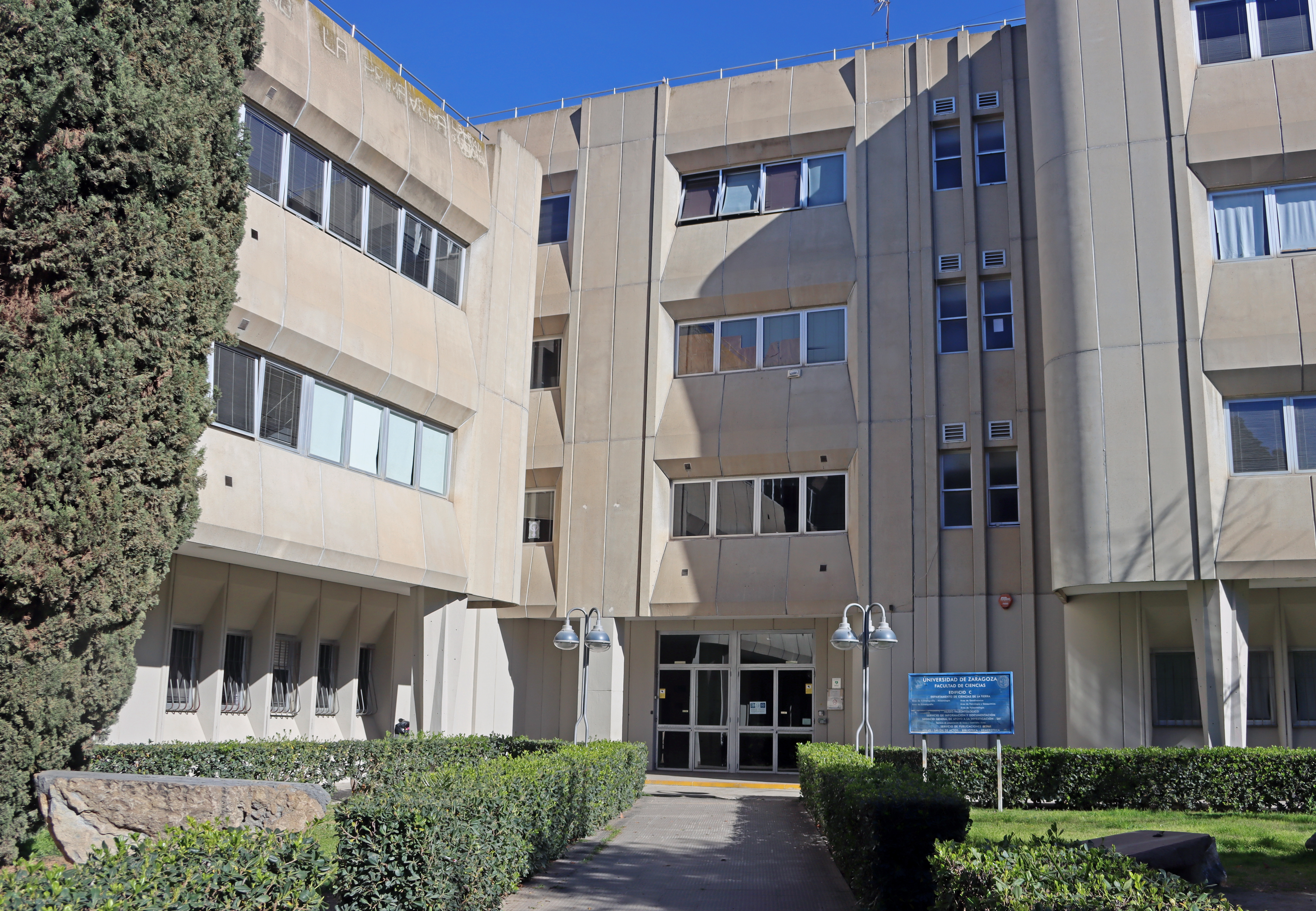
Sección de Geología, Universidad de Zaragoza

Tuvo un papel muy activo en la consecución de que la Mineralogía en particular y la Geología en general, estuvieran representadas en los distintos ámbitos y foros universitarios. Participó en la creación de la Sección de Geología de la Facultad de Ciencias y en la elaboración del primer Plan de Estudios de la Titulación de Geología de la Universidad de Zaragoza,  de la que formó parte del Consejo de Gobierno y de la Junta de la Facultad de Ciencias.
Su faceta investigadora la dedicó especialmente al establecimiento de modelos metalogenéticos de yacimientos minerales del Pirineo y de la Cordillera Ibérica, tema en el que ella era un referente nacional y sobre el que dirigió varias tesis doctorales.
Su trayectoria profesional quedó plasmada en los abundantes trabajos de investigación publicados en revistas científicas nacionales e internacionales y en su colaboración en diversas obras colectivas. Los trabajos abarcaban distintas temáticas: arcillas industriales, diagénesis y metamorfismo, yacimientos minerales, etc. Además, formó parte de la Sociedad Española de Mineralogía, participando activamente en su estructura directiva, en la organización de congresos y en su consejo editorial.